# Hafniumcarbid
Hafniumcarbid (veraltet: Hafniumkarbid) ist eine intermetallische Verbindung der Elemente Hafnium und Kohlenstoff mit der Formel HfC, die sich durch ihre außerordentliche thermische und mechanische Beständigkeit auszeichnet.

## Gewinnung und Darstellung
Hafniumcarbid kann mit den gleichen Verfahren wie Titancarbid dargestellt werden. So kann es durch carbothermische Reduktion von Hafniumdioxid
{\displaystyle \mathrm {HfO_{2}+3\ C\longrightarrow HfC+2\ CO} }
oder durch Synthese aus den Elementen bei mehr als 2000 °C gewonnen werden. Da Hafniumcarbid sehr empfindlich gegen Stickstoff ist, muss bei der Hochsinterung mit sehr reinem Argon gearbeitet werden.
{\displaystyle \mathrm {Hf+C\longrightarrow HfC} }
Es kann auch aus Hafnium(IV)-chlorid dargestellt werden.
{\displaystyle \mathrm {HfCl_{4}+\ CH_{4}\longrightarrow \ HfC+4\ HCl} }
Ebenfalls möglich ist die Herstellung per Plasma-CVD.

## Eigenschaften
Hafniumcarbid ist ein Einlagerungsmischkristall, in welchem der Kohlenstoff die oktaedrischen Lücken innerhalb des Hafniumkristalls ausfüllt. Mit einem Schmelzpunkt von etwa 3890 °C besitzt der Stoff die höchste Temperaturbeständigkeit jedes möglichen bekannten Zweikomponentenelements und kann daher als refraktäres Material eingesetzt werden (Es ist noch nicht sicher, ob Hafniumcarbid oder Tantalcarbid den höheren Schmelzpunkt hat). Seine hohe Härte ist ebenfalls typisch für metallartige Carbide. Die Dichte beträgt 12,2 g·cm−3. 
Hafniumcarbid besitzt eine Kristallstruktur vom Natriumchlorid-Typ mit beträchtlicher Phasenbreite (HfC0,99–HfC0,60) sowie eine Vickershärte von 26,1 GPa und ein Elastizitätsmodul von 350–510 GPa. Es oxidiert an Luft ab 500 °C. Wie Titancarbid bildet es mit Sauerstoff und Stickstoff feste Lösungen.
Noch höher ist die Temperaturbeständigkeit von Tantalhafniumcarbid.

## Verwendung
Der technischen Nutzung sind durch den relativ hohen Preis des Materials Grenzen gesetzt. Es werden jedoch Whisker und Beschichtungen aus diesem Material produziert. Es wird auch in Kontrollstäben von Atomreaktoren eingesetzt.